# 馬來語文法
馬來語和印尼語是兩種高度相似的語言，具有一定的互通性，就某個角度來看，可將之視為同一種語言的兩種不同方言，其語法亦有相當程度的的相似之處。
以下除非特別聲明，否則一律以馬來─印尼語統稱馬來語和印尼語。

## 概覽
馬來─印尼語的單詞可基本分為四個詞類：名詞、動詞、形容詞和功能詞(虛詞/質詞)。名詞和動詞可能以詞根的形式呈現，但很多時候這兩類的詞是透過在其他單詞上加派生詞綴的方式而得的。
另以下有些出現ə的詞，其ə在一般書寫時會以e代替。

## 語序
馬來─印尼語語序如下：
- 基本語序：主語焦點時為主語─動詞─受詞─補語(SVOC/AVO)；受詞焦點時為受詞─動詞─主語(OVS/OVA)[1]
- 介詞多為前置詞
- 形容詞、指示詞、所有格名詞、關係子句等置於其所修飾的名詞後方。

一般而言，在不及物動詞中，主詞在動詞前；當有主語(Agent)和受詞(Object)時，主語和受詞之間有動詞，故其語序為AVO或OVA，而句子確實的語序，則由動詞的語態來決定。馬來─印尼語OVA的語序，也就是常被以「被動態」來稱呼的這語序，是基本且最常見的語序。
主語和受詞都是可省略的，甚至是可同時省略的。以下是兩種常見可省略主語或受詞的狀況：
1)表達禮貌及對句子內容的尊重
像例如一個禮貌的店員可能會省略所有的人稱代詞，並以以下的方法向客人說道：
| 代詞省略(主語與受詞) | 逐字翻譯      | 漢語翻譯                            |
| -------------------- | ------------- | ----------------------------------- |
| Bisa dibantu?        | 可以 被服務？ | (我)可以幫(你)嗎？/可以提供協助嗎？ |

2)當主語未知、不重要或可由上下文與情境得知時。
像例如你的朋友問你何時買下你名下的某房地產時，你可以下面的方法來回答：
| 代詞省略(主語已知)                    | 逐字翻譯                  | 漢語翻譯               |
| ------------------------------------- | ------------------------- | ---------------------- |
| Rumah ini dibeli lima tahun yang lalu | 房子 這 + 被買走 五 年 前 | 這棟房子五年前就買下了 |

因此語態(和語序)的選取，是決定主語和賓語相對位置的方法，同時其選取很大程度地取決於情境和話語風格。

### 強調
馬來─印尼語常可藉由變換語序以強調某些事物，或表明某些事物為句中的焦點(focus)，通常做為焦點的詞置於句中的第一個位置，且其與後面的成份之間有個發音上的小間斷：
- Saya pergi ke pasar kemarin 意即「我昨天去市場」─中性句型，或表明主詞為焦點(強調「我」)
- Kemarin saya pergi ke pasar 意即「昨天我去市場」─強調「昨天」
- Ke pasar saya pergi, kemarin 意即「市場我昨天去了」─強調昨天去的地點
- Pergi ke pasar, saya, kemarin 意即「我昨天去了市場」─強調「去市場」的動作

最後兩種句型比較容易在口語中見到。

## 單詞構造法
馬來─印尼語是一種黏着語，新的單詞藉由三種方法來構造。新的單詞可藉由詞綴、合成詞和對單詞成份進行疊詞等的方法來構造新詞。

### 詞綴
多數的詞根為名詞或動詞，可藉由對這些詞加詞綴的方法來構造新詞。像例如masak(意即「煮」)這個詞根加詞綴後的形式有memasak(意即「煮」)、memasakkan(意即「為‧‧‧而煮」)、dimasak(意即「被煮」)、pemasak(意即「伙夫」)以及masakan(意即「餐點」)等即為其例。很多時候，在加上前綴時，詞根的第一個子音會發生變音的現象，像例如sapu(意即「掃」)變為penyapu(意即「掃帚」)、panggil(意即「呼喊」)變為memanggil(意即「呼喚、召喚」)和tapis(意即「篩」)變為menapis(意即「篩子」)等即為其例。
以下以ajar(意即「教」)為例，說明其詞綴如何地改變此詞的詞義：
- ajar = 教
- ajaran  = 教導(名詞)
- belajar  = 研讀、學習
- mengajar  = 教導(動詞)
- diajar  = 受教 (不及物動詞形)
- diajarkan  = 受教 (及物動詞形)
- mempelajari  = 研讀
- dipelajari  = 被研讀
- pelajar  = 學生
- pengajar  = 老師
- pelajaran  = 教育
- pengajaran  = 課程/道德教訓
- pembelajaran  = 學習(名詞)
- terajar  = (意外地)教
- terpelajar  = 受到良好教育的
- berpelajaran  = 受教育的

馬來─印尼語有四種詞綴，分別為前綴(awalan)、後綴(akhiran)、環綴(apitan)和中綴(sisipan)；而這些詞綴可分為名詞詞綴、動詞詞綴和形容詞詞綴等幾種。
名詞詞綴為構造名詞的詞綴。以下為名詞詞綴的幾個例子：
| 詞綴類型 | 詞綴                     | 詞根範例                    | 派生詞範例                      |
| -------- | ------------------------ | --------------------------- | ------------------------------- |
| 前綴     | pə(r)- ~ pəng-           | duduk (意即「坐」)          | penduduk (意即「人口」)         |
|          | kə-                      | hendak (意即「要」)         | kehendak (意即「欲望」)         |
|          | juru-                    | wang (意即「錢」)           | juruwang (意即「櫃員」)         |
| 中綴     | ⟨əl⟩                     | tunjuk (意即「點」)         | telunjuk (意即「食指、指令」)   |
|          | ⟨əm⟩                     | kelut (意即「亂的」)        | kemelut (意即「混亂、危機」)    |
|          | ⟨ər⟩                     | gigi (意即「牙齒」)         | gerigi (意即「有鋸齒邊緣的刀」) |
| 後綴     | -an                      | bangun (意即「醒來、上升」) | bangunan (意即「建築」)         |
| 環綴     | kə-...-an                | raja (意即「君王」)         | kerajaan (意即「王國」)         |
|          | pə(r)-...-an pəng-...-an | kerja (意即「工作」)        | pekerjaan (意即「職業」)        |

在r和l等流音前，前綴per-的r常消失不見，而在p、t和k前其r亦常不見，另在一些單詞中，其使用peng-的形式；雖然這兩者在形式上不同，但在語法書中這兩者常被當成相同的詞綴看待。
相似地，動詞詞綴為構造動詞的詞綴，動詞詞綴如下：
| 詞綴類型 | 詞綴           | 詞根範例                     | 派生詞範例                          |
| -------- | -------------- | ---------------------------- | ----------------------------------- |
| 前綴     | bər-           | ajar (意即「教導」)          | belajar (意即「研讀、學習」)        |
|          | məng-          | tolong (意即「幫忙」)        | menolong (意即「幫忙」)             |
|          | di-            | ambil (意即「拿」)           | diambil (意即「被拿」)              |
|          | məmpər-        | kemas (意即「乾淨、整齊的」) | memperkemas (意即「進一步地排序」)  |
|          | dipər-         | dalam (意即「深的」)         | diperdalam (意即「被變深」)         |
|          | tər-           | makan (意即「吃」)           | termakan (意即「不小心吃了」)       |
| 後綴     | -kan           | letak (意即「地方、地點」)   | letakkan (意即「保持」)             |
|          | -i             | jauh (意即「遠」)            | jauhi (意即「避免」)                |
| 環綴     | bər-...-an     | pasang (意即「一對」)        | berpasangan (意即「成雙成對」)      |
|          | bər-...-kan    | dasar (意即「基礎」)         | berdasarkan (意即「基於」)          |
|          | məng-...-kan   | pasti (意即「確定的」)       | memastikan (意即「確認」)           |
|          | məng-...-i     | teman (意即「友伴」)         | menemani (意即「伙同」)             |
|          | məmpər-...-kan | guna (意即「使用」)          | mempergunakan (意即「利用」)        |
|          | məmpər-...-i   | ajar (意即「教」)            | mempelajari (意即「研讀」)          |
|          | kə-...-an      | hilang (意即「消失」)        | kehilangan (意即「失去」)           |
|          | di-...-i       | sakit (意即「痛」)           | disakiti (意即「為‧‧‧所傷」)        |
|          | di-...-kan     | benar (意即「權利」)         | dibenarkan (意即「獲准」)           |
|          | dipər-...-kan  | kenal (意即「知道」)         | diperkenalkan (意即「為‧‧‧所介紹」) |

形容詞詞綴即用於構造形容詞的詞綴：
| 詞綴類型 | 詞綴      | 詞根範例                       | 派生詞範例                 |
| -------- | --------- | ------------------------------ | -------------------------- |
| 前綴     | tər-      | kenal (意即「知道」)           | terkenal (意即「知名的」)  |
|          | sə-       | lari (意即「跑」)              | selari (意即「平行的」)    |
| 中綴     | ⟨əl⟩      | serak (意即「散」)             | selerak (意即「亂的」)     |
|          | ⟨əm⟩      | cerlang (意即「光亮、明亮的」) | cemerlang (意即「輝煌的」) |
|          | ⟨ər⟩      | sabut (意即「椰殼」)           | serabut (意即「蓬的」)     |
| 環綴     | kə-...-an | barat (意即「西方」)           | kebaratan (意即「西化的」) |

除了以上的詞綴外，馬來─印尼語亦使用來自梵語、阿拉伯語和英語等不同外語的詞綴，像(梵綴)maha-、paska-、eka-、(英綴)bi-、anti-、pro-等即為其例。

### 合成詞
馬來─印尼語可藉由將兩個已存的詞根組合在一起以構造新詞。當沒有詞綴存在時，合成詞常常在書寫上會分開寫。只當有環綴等成份存在，或這些詞被視為固有的辭彙時才會「縮合」在一起。
像例如kereta這個意為「車子」的字，和api這個意為「火」的字，組合在一起後就變為kereta api，其意則為「火車」。同樣地ambil alih (意即「接管」)即由ambil (意即「拿」)和alih (意即「移動」)這兩個字所組成；但當有環綴使用時，各成份就會「縮合」在一起，像例如 pengambilalihan (意即「接管(名詞)」)即一例。另外像kakitangan (意即「員工」)和kerjasama (意即「合作」cooperation)等一些單詞，即使沒有其他的詞綴存在，在書寫時其各個成份還是會合寫在一起。

### 疊詞
馬來─印尼語的疊詞(Kata Ganda)多用以構造眾數形名詞，然而在某些時候不是這樣，疊詞有時會改變詞義，或改變單詞在句子中的用法。
馬來─印尼語有四種疊詞，它們分別為：
- 全詞疊詞 (Kata Ganda Penuh)
- 部份疊詞 (Kata Ganda Separa)
- 韻聲疊詞 (Kata Ganda Berentak)
- 附加詞綴疊詞 (Kata Ganda Berimbuhan)

全詞重疊是將整個字重疊的構詞法，而重疊的兩個成份間，在書寫時加上連字號(-)以標明。此形多半用以構造單詞的眾數形，像例如buku (意即「書」)這個字的重疊形即為buku-buku (意即「書(眾數)」)；而batu (意即「石頭」)這個字的重疊形則為batu-batu (意即「石頭(眾數)」)；然而像由kipas (意即「風扇」)重疊構造而成的kipas-kipas (意即「推進器」)，以及由orang(意即「人」)重疊構造而成的orang-orang (意即「稻草人」)等，即重疊後詞義發生改變的例外。
部份疊詞亦用以構造眾數，像daun (意即「葉子」)的眾數形即為dedaun。這類疊詞的各成份間無空格，亦不以連字符連接，它被視為一個單一的詞。
batu (意即「石頭」)這個字亦可藉韻聲疊詞的方法來構造像batu bata (意即「磚頭」)之類的詞。這類構詞法的主要目的是用以改變詞義，而其形式是任意的，其成份可「黏」在一起或分開；然而此構詞法亦可用以構造某些詞的眾數形，像sayur (意即「(盤中可見的)蔬菜」)其眾數形即為sayur-mayur (意即「(捆成束送往市場的)蔬菜」)。

## 各詞類

### 量詞
和漢語及其他許多的亞洲語言一樣，馬來─印尼語使用量詞(penjodoh bilangan)。另如下所見，satu有個縮略形se- /sə/
| 量詞        | 使用對象                                                                      | 字面意義   | 例文 |
| ----------- | ----------------------------------------------------------------------------- | ---------- | --- |
| buah        | 物體、大東西、抽象名詞 房子、車子、船、山；書本、河流、椅子、某些水果、想法等 | 水果       | dua buah meja (意即「兩張桌子」), lima buah rumah (意即「五棟房子」)                                                |
| ekor /ekor/ | 動物                                                                          | 尾         | seekor ayam (意即「一隻雞」), tiga ekor kambing (意即「三隻羊」)                                                    |
| orang       | 人類                                                                          | 人         | seorang lelaki (意即「一個男人」), enam orang petani (意即「六個農夫」), seratus orang murid (意即「一百名學生」)   |
| biji        | 小而圓的物體 多數的水果、杯子、堅果等                                         | 穀物       | sebiji/ sebutir telur (意即「一顆蛋」), sebiji apel (意即「一顆蘋果」), sebutir/ butiran-butiran beras (意即「米」) |
| batang      | 既長又硬的東西 樹、拐杖、鉛筆等                                               | 樹幹、棒子 | |
| həlai, lai  | 薄的東西 紙張、布料、羽毛、頭髮等                                             | 葉子       | |
| kəping      | 扁而片斷的東西 石片、木片、麵包片、土地、錢幣、紙張等                         | 片         | |
| pucuk       | 進、針線、火器等                                                              | 芽         | |
| bilah       | 刀、矛等有刃物                                                                | 刀片       | |

以下這些是比較少用的
| bəntuk  | 環、句子等 (有環狀「眼」的事物。)                           | 曲線；弧         |              |
| bidanɡ  | 席子、布幅等                                                | 大；闊；界；範圍 |              |
| kuntum  | 花等                                                        | 朵               |              |
| tangkai | 花等                                                        | 莖幹             |              |
| kaki    | 長莖的花等                                                  | 腿               |              |
| urat    | 絲線、腱子等                                                | 筋；靜脈         |              |
| pintu   | 成橫列排列的房子等                                          | 門               |              |
| tangga  | 有樓梯的傳統建築等                                          | 梯子             |              |
| patah   | 字詞、諺語等                                                | 片斷             |              |
| butir   | 非常小而圓的東西 較小的水果、種子、穀物、彈藥、寶石、點等等 | 粒               | 常以biji取代 |
| puntung | 樹樁、截短的東西、柴火的殘端、香煙、牙齒                    | 樁               |              |
| potong  | 一片麵包等                                                  | 片、段           |              |
| kərat   |                                                             | 片               |              |
| utas    |                                                             | 網、繩線、緞帶   |              |
| carik   | 紙張之類容易撕開的東西等                                    | 撕碎的事物       |              |

若要表明類似英語不定冠詞a的意思時，可不用量詞，直接講出該名詞即可，故burung之意即「鳥」；而se-加量詞的用法可表明「有一個如此的事物」之意：
Ada se-ekor burung yang pandai bercakap
有一隻可以說話的鳥。

### 名詞
名詞常見的派生詞綴有peng-/per-/juru-、-an、ke-...-an和per-/peng-...-an等。

#### 性
馬來─印尼語的名詞沒有性的區別，它只有部份的名詞具有與該物相關的天然性別的含義；且就和漢語口語一樣(漢語第三人稱的性別之分僅存於書面語)，馬來─印尼語用相同的辭彙指稱任何性別的他者。
多數指稱人的辭彙都有不分別對象性別的形式存在，像adik這個詞便可指「弟弟」或「妹妹」，也就是任意性別且年紀比自己小的手足；若要指名對象的性別的話，該些詞便需與形容詞連用，像例如adik lelaki之意即「弟弟」。
有些辭彙本身帶有性別的含義，像例如puteri這個詞的意思為「公主」；而putera的意思則為「王子」；有此類分別的詞通常為外來語借詞(前例之puteri/putera即來自梵語)。

#### 數
馬來─印尼語原則上不分單眾數。因此orang這個詞可指「人」或「人們」。很多時候一個名詞的數量可透過上下文或數詞及bəbərapa(意即「一些」)和səmua(意即「所有的」)等詞的使用而得知。
疊詞常用以強調名詞所指稱的對象多於一個。然而疊詞亦有其他的功能，像例如orang-orang可指「所有的人」，而orang-oranga的意思則為「稻草人」(orang-orang亦可指稻草人)；相似地，hati這個詞的意思為「心」或「肝」，而hati-hati卻為一意為「小心」的動詞此外，不是所有疊字形的字都必定是眾數的，像例如orang-orangan、biri-biri(意即「綿羊」)和kupu-kupu(意即「蝴蝶」)等皆為其例。另有些疊字的兩個成份並非完全相同，像sayur-mayur(意即「(各種的)蔬菜」)即為其例。
由詞綴派生的集體名詞(mass nouns)皆可算作眾數，像pohon (意即「樹」)與pepohonan (意即「植群、樹」)、rumah(意即「房子」)與perumahan(意即「住房」)gunung(意即「山」)與pegunungan(意即「山、山脈」)等皆為其例。
代表數量的詞置於名詞前，如səribu orang(意即「千人」)、beberapa pegunungan(意即「山系」)和beberapa kupu-kupu(一些蛾)等皆為其例。

#### 代詞
人稱代詞被視為名詞的一個子類，而不是一個獨立的詞類。人稱代詞時常省略，同時馬來─印尼語在表達「你」的意思時有很多種方法。很多時候可藉由對方的姓名、頭銜和職稱等來指稱對方(就好比「此方要一起去嗎？」或「小此要一起去嗎？」之類的)，而親屬關係，包括fictive kinship關係在內，也是常用的；然而，馬來─印尼語有單獨用作人稱代詞的詞存在，此外它亦有像ini(意即「這」)和itu(意即「那」)等的指示代詞。
人稱代詞
馬來─印尼語的人稱代詞分包含形和排除形，其中kita為包含形，表「你(們)與我(們)」之意；而kami為排除形，表「我們但不包含你(們)」。在印尼語口語中，這兩者的區別逐漸地模糊。
saya和aku是表「我」之意的兩個主要形式，saya是其中較為正式的形式，而aku是用於朋友、親人與愛人間的形式；此外，sahaya是saya較為古老或用於文學作品的形式。
sa(ha)ya亦可用於表明「我們」之意，但在表明「我們」之意時，它常會與sekalian或semua(意即「全部」)等詞連用，同時這形式沒有如kita和kami般地包含形和排除形之分。此外，人稱代詞還有hamba(意即「奴隸」)、hamba tuan、hamba datok(這些都是高度謙稱的形式)、beta(用於皇上稱呼自己時)、patek(用於平民稱呼皇上時)、təman和kawan等形式存在。
馬來─印尼語中有三個常用的指稱「你」的字詞，分別為anda(正式用語)、kamu(非正式用語)和kalian(意即「全部」，此詞常用作「你」的眾數形，此形有些不正式)。其中anda在陌生人、剛認識不久的人、廣告、商業交流或表明對對方尊重時使用(此外tuan(意即「先生」)和其他的一些頭銜亦可用以表尊敬之意)，而kamu的使用時機則和aku相若。anda sekakian為表禮貌之眾數形。engkau(engkau常縮略為kau)和hang常用於社會地位較低者，awak用於地位同等者，而əncek(用於姓名前縮略為cek)則是較禮貌的形式，用於沒有頭銜的人身上。makcek和pakck等這些合成詞則用於熟知的村中長老或外來的客人之上。
馬來─印尼語中有很多單詞可表「我」和「你」之意，其中有很多都是借自地區或方言用詞，或源自地方語言的借詞。saudara(意即「你」，用於男性)和saudari(意即「妳」，用於女性)(其眾數形則為saudara-saudara或saudari-saudari)用以表明最高的敬意；而daku(意即「我」)和dikau(意即「你」)則用於詩詞或羅曼蒂克的情境中。
印尼語的gua(意即「我」)和lu(意即「你」)是非常不正式的俚語；而在彭亨州一帶，代表「我」和「你」的詞有兩個變體，而使用哪種變體則視地方而定。在彭亨州東部北根一帶的地區，kome用以表達「我」之意，而在西部Temerloh一帶的地區，koi則用以表達「我」之意，此外，在瓜拉江沙縣和霹靂州一帶，kome亦用作人稱代詞，但在這些地方，kome之意為「你」。這據稱是因彭亨州和霹靂州的皇室家族是有共同祖先(彭亨州的皇室位於北根；而霹靂州的皇室則位於瓜拉江沙縣)所致。
一般用以表明「他/她/他們」的詞彙為ia，此詞有一個受詞及較為強調的形式dia。Bəliau則用以表明尊敬之意。就如表明「你」之意時一般，以人名和親屬稱謂表明以第三人稱指稱的他者，是很常見的用法。在口語上，dia orang常被用以表明「他們」之意；而在寫作時，məreka(意即「一些人」)、mereka itu和orang itu(意即「那些人」)常被用以表明「他們」之意。
aku、kamu、engkau、ia、kami和kita等這些非正式的代詞為馬來─印尼語的本土詞。
| 身(人稱) | 馬來─印尼語                                                     | 漢語相對應代詞         |
| -------- | --------------------------------------------------------------- | ---------------------- |
| 第一人稱 | saya (標準、禮貌的形式) aku (親暱、非正式的形式)                | 我                     |
| 第一人稱 | kami                                                            | 他們與我們(不包含聽者) |
| 第一人稱 | kita                                                            | 你與我、你們與我們     |
| 第二人稱 | anda (禮貌、正式的形式polite, formal) kamu (親暱、非正式的形式) | 你                     |
| 第二人稱 | anda sekalian (正式形) kalian (非正式形)                        | 你們                   |
| 第三人稱 | ia ~ dia dia orang                                              | 他/她/它               |
| 第三人稱 | ia ~ dia mereka、dia orang                                      | 他們/她們/它們         |

領屬代詞
Aku、kamu、engkau和ia等幾個代詞有短的附著形存在。其他的代詞，包括dia在內，則無此類形式，故在做領屬代詞時保持其原有的形式，像例如meja saya、meja kita、meja anda、meja dia(分別意即「我的桌子、我們的桌子、你的桌子、他的桌子」)等即為其例。
| 獨立代詞 | 相應的附著形 | 加該附著形的形式                      |
| -------- | ------------ | ------------------------------------- |
| aku      | -ku          | mejaku (意即「我的桌子」)             |
| kamu     | -mu          | mejamu (意即「你的桌子」)             |
| engkau   | -kau         | mejakau (意即「你的桌子」)            |
| ia       | -nya         | mejanya (意即「他/她/它/他們的桌子」) |

aku和engkau亦有前接形的存在，其前接形分別為ku-和kau-。這兩個前接形用於不強調代詞時，如下所示：
Ku-dengar raja itu penyakit sopak. Aku tahu ilmu tabib. Aku-lah mengubati dia.
「我發覺王樣似乎有皮膚方面的疾病，我是個醫生，我將會治好大王的。」
在此例中，「ku-動詞」的形式用於一般的回報，「aku+動詞」的形式用於表明事實陳述，而「aku-lah+meng-動詞」(其意約略為「我是那個‧‧‧的」)的形式則用於將焦點為該代詞時。
指示代詞
馬來─印尼語有兩個指示代詞。ini(意即「這」)用於一般而言接近說話者的物體，而itu(意即「那」)則用於遠離說話者的物體。這兩個指示代詞有時其用途近似英語的定冠詞the。
指示代詞不分單複數，然而說話者可藉由對ini和itu前方的名詞進行疊詞來表答眾數之意。yang這個詞常置於指示代詞前方以表強調與確定之意，尤其在表明所指涉或詢問的對象時更是如此。
| 代詞 | 馬來─印尼語例文   | 漢語解釋       |
| ---- | ----------------- | -------------- |
| ini  | buku ini          | 這本書、這些書 |
| ini  | buku-buku ini     | (全部的)這些書 |
| itu  | kucing itu        | 那隻貓、那些貓 |
| itu  | kucing-kucing itu | 那些貓         |

| 帶yang代詞之形式 | 例句                                                          | 漢語解釋                            |
| ---------------- | ------------------------------------------------------------- | ----------------------------------- |
| Yang ini         | Q: Anda mau membeli buku yang mana? A: Saya mau beli yang ini | 問：你想買哪本書？ 答：我想買這本。 |
| Yang itu         | Q: Kucing mana yang makan tikusmu? A: Yang itu!               | 問：哪隻貓吃了你養的老鼠 答：那隻！ |

### 動詞
動詞不根據人稱或單複數進行屈折，也沒有時態標記，一般藉由帶有時間意義的副詞(像例如「昨天」)或像sudah(意即「已經」)、belum(意即「尚未」)、akan(意即「將會」)等一些詞來表明事件發生的時間；另一方面，馬來─印尼語有語態標記和表明動作是否為蓄義動作的標記。而有些詞綴在口語中常會省略。
馬來─印尼語的動詞前綴有常被稱為「被動語態」的受詞焦點(patient focus)標記di-、常被稱為「主動語態」的主語焦點(Agent focus)標記meng-、memper-及diper-(使動標記，memper-為主語焦點diper-為受詞焦點)、ber-(狀態動詞或習慣體(habitual)標記)和ter-(無主語動作，常用以表示非自願、突然發生或意外的動作等)等；後綴有-kan(使動標記或表明動作得利者等)和-i(表明動作地點、重複動作和徹底的動作等)等；環綴則有ber-<詞幹>-an(表明主詞指示的對象多於一個)和ke-<詞幹>-an(表明非意志或潛在的動作或狀態)等。
以下為其例：
- duduk─坐下
- mendudukkan─使人坐下；給人坐下；約見
- menduduki─坐在‧‧‧之上；佔據
- didudukkan─得到坐位；受約見
- diduduki─為‧‧‧所坐；為人所約見
- terduduk─沉下；來坐
- kedudukan─處在‧‧‧局面下

這些派生詞綴常會改變動詞詞幹的本義，如下例所示：
- tinggal─居於
- meninggal─死去
- meninggalkan─離去；拋棄
- ditinggalkan─被留下；被拋棄
- tertinggal─被留下
- ketinggalan─錯失(公車、火車等) (進而被留下)

Forms in ter- and ke-...-an are often equivalent to adjectives in English.

### 「形容詞」
馬來─印尼語在語法上沒有「真正的」形容詞，很多形容詞在事實上是所謂的狀態動詞。
| 馬來─印尼語                    | 逐字翻譯                      | 漢語解釋            | 註解                         |
| ------------------------------ | ----------------------------- | ------------------- | ---------------------------- |
| Hutan hijau                    | 森林 綠的                     | 那森林是綠的        | 如法語la forêt verdoie一句般 |
| Kereta yang merah              | 車 (關係詞) 紅的              | 紅色的車子          |                              |
| Dia orang yang terkenal sekali | 他/她 人 (關係詞) 有名的 非常 | 他/她是非常有名的人 |                              |
| Orang ini terkenal sekali      | 人 這 有名的 非常             | 這人非常有名        |                              |

### 否定
馬來─印尼語的否定詞有tidak、bukan、jangan和belum等幾種。
- Tidak(意即「不」)這個詞是用以否定動詞和「形容詞」的否定詞，此詞常縮略為tak。
- Bukan(意即「不是」)這個詞是用以否定做謂語名詞的否定詞。

以下為其用法舉隅：
| 馬來印尼語            | 逐字翻譯        | 漢語釋義       |
| --------------------- | --------------- | -------------- |
| Saya tidak tahu       | 我 不 知道      | 我不知道       |
| Ibu saya tidak senang | 母親 我 不 開心 | 我的母親不開心 |
| Itu bukan anjing saya | 那 不是 狗 我   | 那不是我的狗   |

- Jangan(意即「別！」)用於否定命令形或勸阻某人做某些行為時。

Jangan tinggalkan saya di sini!
別把我留在這裡！
- Belum用於指稱未完成或未否定的事物。因此belum可用於否定問題。

—Anda sudah pernah ke Indonesia or Anda sudah pernah ke Indonesia belum?
你曾去過印尼與否？
—Belum, saya masih belum pernah pergi ke Indonesia
不，我未曾去過印尼。
Orang itu belum terbiasa tinggal di Indonesia
那人還不習慣在印尼居住。

### 功能詞
馬來─印尼語有十六種具有語法功能的功能詞。它們分別為連接詞、感嘆詞、(前置)介詞和限定詞(determiner)等。

## 腳註
1. ↑  見下與「動詞」一節的說明
2. ↑  這個詞根在ber-和pe(r)-這兩個詞綴之後，帶有此詞過去曾有的起始/l/音。
3. ↑  M.B. Lewis, 1947, Teach Yourself Malay, §178
4. ↑  .   [2012-03-11]. （原始内容存档于2009-09-29）. （页面存档备份，存于）

## 外部連結
- Malay Grammar （页面存档备份，存于） by R. O. Winstedt